# Atletism la Jocurile Olimpice de vară din 2024 - Triplusalt (feminin)

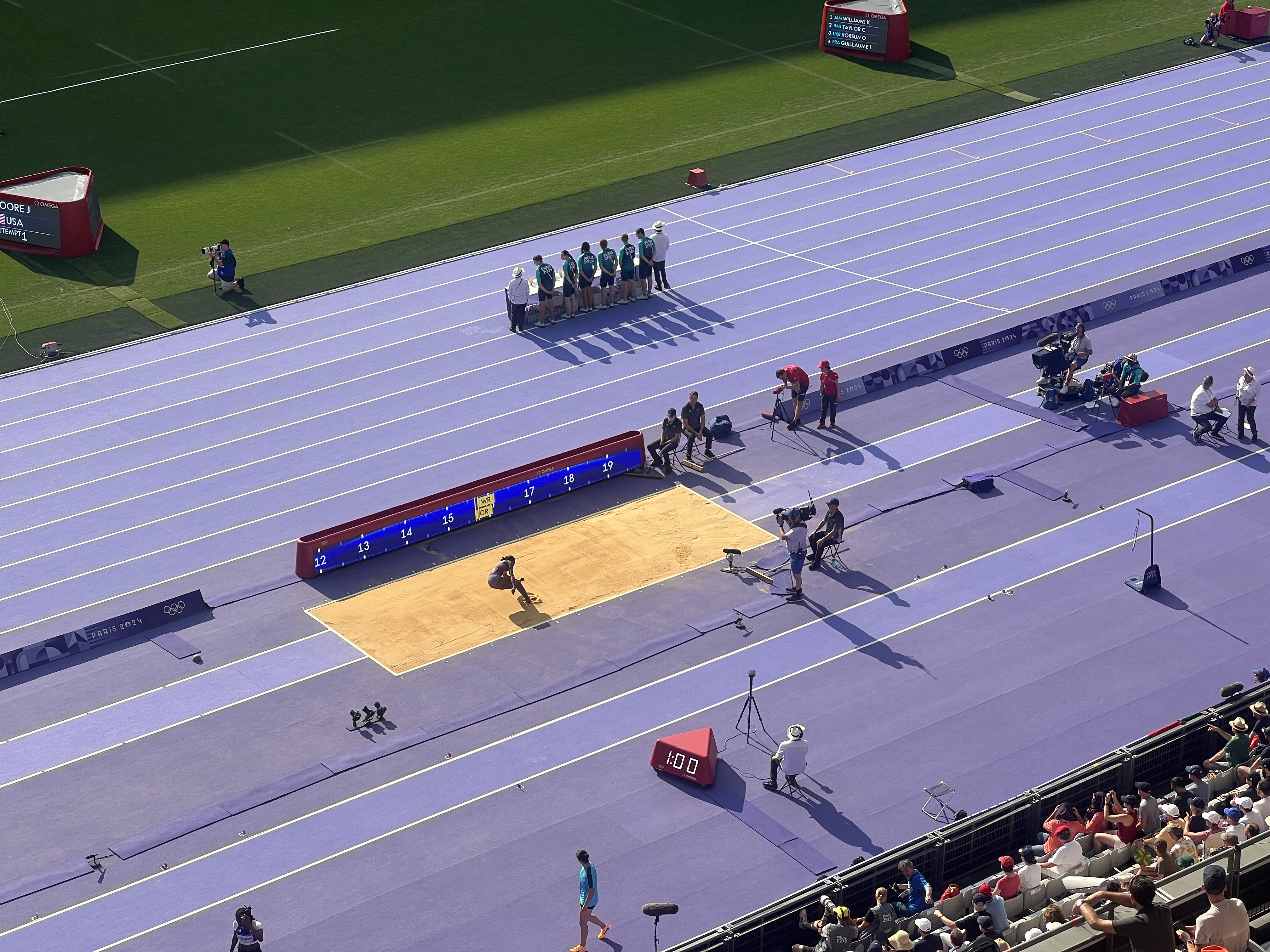
Jasmine Moore la calificare

Proba de atletism triplusalt feminin de la Jocurile Olimpice de vară din 2024 a avut loc în perioada 2 - 3 august 2024 pe Stade de France.

## Recorduri
Înaintea acestei competiții, recordurile mondiale și olimpice erau următoarele:
| Record           | Atlet               | Timp    | Loc             | Data           |
| ---------------- | ------------------- | ------- | --------------- | -------------- |
| World record     | Yulimar Rojas (VEN) | 15,74 m | Belgrad, Serbia | 20 martie 2022 |
| Recordul olimpic | Yulimar Rojas (VEN) | 15,67 m | Tokyo, Japonia  | 1 august 2021  |

## Program
Orele sunt ora Franței (UTC+1) 
| Data                   | Oră   | Etapă      |
| ---------------------- | ----- | ---------- |
| Vineri, 2 august 2024  | 17:40 | Calificări |
| Sâmbătă, 3 august 2024 | 19:00 | Finala     |

### Calificări
S-au calificat în finală sportivele care au sărit lungimea de 14,35 m (C) sau atletele cu cele mai bune 12 rezultate (c).
| Loc | Grupă | Nume                 | Țară                       | 1     | 2     | 3     | Rezultat | Note  |
| --- | ----- | -------------------- | -------------------------- | ----- | ----- | ----- | -------- | ----- |
| 1   | B     | Leyanis Pérez        | Cuba                       | x     | 14,29 | 14,68 | 14,68    | C     |
| 2   | B     | Shanieka Ricketts    | Jamaica                    | 14,47 |       |       | 14,47    | C     |
| 3   | A     | Jasmine Moore        | Statele Unite ale Americii | 14,43 |       |       | 14,43    | C, SB |
| 4   | A     | Liadagmis Povea      | Cuba                       | 14,39 |       |       | 14,39    | C     |
| 5   | B     | Ana Peleteiro        | Spania                     | 14,36 |       |       | 14,36    | C     |
| 6   | B     | Dariya Derkach       | Italia                     | 14,19 | 14,35 |       | 14,35    | C, SB |
| 7   | A     | Thea LaFond          | Dominica                   | x     | 14,35 |       | 14,35    | C     |
| 8   | A     | Marina Beh-Romanciuk | Ucraina                    | 14,30 | x     | 14,09 | 14,30    | c     |
| 9   | B     | Andreea Taloș        | România                    | x     | 14,23 | 14,21 | 14,23    | c     |
| 10  | A     | Ackelia Smith        | Jamaica                    | 14,08 | 13,98 | 14,09 | 14,09    | c     |
| 11  | B     | Keturah Orji         | Statele Unite ale Americii | 13,58 | x     | 14,09 | 14,09    | c     |
| 12  | B     | Ilionis Guillaume    | Franța                     | 13,82 | 13,58 | 14,05 | 14,05    | c     |
| 13  | A     | Diana Ion            | România                    | x     | x     | 14,03 | 14,03    |       |
| 14  | B     | Tori Franklin        | Statele Unite ale Americii | 13,84 | 14,02 | 13,82 | 14,02    |       |
| 15  | B     | Charisma Taylor      | Bahamas                    | 14,01 | 13,98 | 13,71 | 14,01    |       |
| 16  | A     | Tuğba Danışmaz       | Turcia                     | x     | 13,97 | 13,95 | 13,97    |       |
| 17  | A     | Saly Sarr            | Senegal                    | x     | 13,96 | 11,72 | 13,96    |       |
| 18  | A     | Neja Filipič         | Slovenia                   | 13,75 | 13,78 | 13,85 | 13,85    |       |
| 19  | A     | Maja Åskag           | Suedia                     | 13,79 | 13,63 | x     | 13,79    |       |
| 20  | B     | Kimberley Williams   | Jamaica                    | 13,77 | 13,09 | 13,76 | 13,77    |       |
| 21  | A     | Gabriela Petrova     | Bulgaria                   | 13,77 | x     | 13,67 | 13,77    |       |
| 22  | B     | Rūta Kate Lasmane    | Letonia                    | 13,76 | 11,43 | 13,54 | 13,76    |       |
| 23  | B     | Sharifa Davronova    | Uzbekistan                 | 13,74 | x     | 13,55 | 13,74    |       |
| 24  | B     | Zeng Rui             | China                      | 13,03 | 13,69 | 13,36 | 13,69    |       |
| 25  | A     | Dovilè Kilty         | Lituania                   | 13,63 | 13,51 | 13,64 | 13,64    |       |
| 26  | A     | Ottavia Cestonaro    | Italia                     | 13,63 | x     | 13,48 | 13,63    | SB    |
| 27  | A     | Gabriele Santos      | Brazilia                   | x     | 13,63 | 13,48 | 13,63    |       |
| 28  | B     | Mariko Morimoto      | Japonia                    | x     | 13,40 | 13,19 | 13,40    |       |
| 29  | B     | Olha Korsun          | Ucraina                    | 13,06 | x     | x     | 13,06    |       |
| 30  | B     | Diana Zagainova      | Lituania                   | x     | x     | 12,86 | 12,86    |       |
|     | A     | Senni Salminen       | Finlanda                   |       |       |       | NS       |       |

### Finala
| Loc | Nume                 | Țară                       | 1     | 2     | 3     | 4            | 5            | 6            | Rezultat | Note |
| --- | -------------------- | -------------------------- | ----- | ----- | ----- | ------------ | ------------ | ------------ | -------- | ---- |
| 1   | Thea LaFond          | Dominica                   | 14,32 | 15,02 | 14,46 | 14,12        | 14,43        | —            | 15,02    | RN   |
| 2   | Shanieka Ricketts    | Jamaica                    | 14,61 | 14,87 | x     | x            | x            | 14,73        | 14,87    | SB   |
| 3   | Jasmine Moore        | Statele Unite ale Americii | x     | 14,67 | x     | 14,16        | x            | x            | 14,67    | SB   |
| 4   | Liadagmis Povea      | Cuba                       | 14,28 | x     | 14,39 | 14,25        | 14,64        | 14,56        | 14,64    |      |
| 5   | Leyanis Pérez        | Cuba                       | 14,62 | 14,12 | 14,50 | 14,37        | 14,42        | x            | 14,62    |      |
| 6   | Ana Peleteiro        | Spania                     | 14,55 | 13,73 | 14,52 | 14,59        | 14,26        | 14,31        | 14,59    |      |
| 7   | Ackelia Smith        | Jamaica                    | 13,88 | x     | 14,15 | 13,86        | 13,91        | 14,42        | 14,42    |      |
| 8   | Dariya Derkach       | Italia                     | 14,14 | 14,08 | 13,79 | x            | x            | 13,79        | 14,14    |      |
| 9   | Keturah Orji         | Statele Unite ale Americii | 13,97 | x     | 14,05 | nu a avansat | nu a avansat | nu a avansat | 14,05    |      |
| 10  | Andreea Taloș        | România                    | x     | x     | 14,03 | nu a avansat | nu a avansat | nu a avansat | 14,03    |      |
| 11  | Marina Beh-Romanciuk | Ucraina                    | x     | x     | 13,98 | nu a avansat | nu a avansat | nu a avansat | 13,98    |      |
| 12  | Ilionis Guillaume    | Franța                     | x     | 13,78 | x     | nu a avansat | nu a avansat | nu a avansat | 13,78    |      |